# Compound-Bremse
Die Compound-Bremse ist eine Bremsanlage mit einer Bremsscheibe, die vorwiegend bei Hochleistungssportwagen eingesetzt wird (z. B. bei vielen Modellen der BMW M GmbH).
Im Gegensatz zu einer herkömmlichen Bremsscheibe ist  der Reibring aus Grauguss nur durch eingegossene Edelstahlstifte mit dem aus Aluminium gefertigten Topf der Bremsscheibe verbunden.
Die schwimmend gelagerte Konstruktion zusammen mit der Lochung und Innenbelüftung des Reibringes bewirkt nicht nur eine deutliche Gewichtsreduktion und gesteigerte Haltbarkeit, sondern außerdem eine weitgehende Unempfindlichkeit gegen die thermische Belastung während eines Bremsvorganges aus hoher Geschwindigkeit, da sich die Scheibe weitgehend ausdehnen kann, ohne sich dabei durch thermische Spannungen zu verziehen.